# 今治市立菊間中学校
今治市立菊間中学校（いまばりしりつ きくまちゅうがっこう）は、愛媛県今治市にある公立中学校

## 沿革
- 1970年（昭和45年）4月1日 - 今治市立菊間中学校・今治市立亀岡中学校が統合され、今治市立菊間中学校開校
- 2014年（平成25年）8月9日 - 校舎耐震補強及び改修工事着工

## 部活動

### 男女共に活動できる部活
- 吹奏楽部
- 文化クリエイト部
- 野球部

### 男女で分かれている部活
- 卓球部
- ソフトテニス部
- バレーボール部

### 希望した生徒が総体近くに活動できる部活
- 水泳部
- 陸上部

## 著名な出身者
- 越智大祐 - 元プロ野球選手、読売ジャイアンツ
- 清家ちえ - バレーボール選手
- みかん - ものまねタレント、Twin Planet

## 通学区域が隣接している学校
- 今治市立大西中学校
- 今治市立玉川中学校
- 松山市立北条北中学校